# Jean-Claude Pascal
Jean-Claude Pascal (rodným jménem Jean-Claude Villeminot; 24. října 1927 Paříž - 5. května 1992 Paříž) byl francouzský herec a zpěvák. Je vítězem Eurovision Song Contest z roku 1961.

## Život
Pocházel z bohaté rodiny textilního průmyslníka. Zúčastnil se bojů druhé světové války, získal i Válečný kříž. Po válce studoval na Sorbonně, ale studia nedokončil. Začal se živit jako módní návrhář u Christiana Diora. Pro Diora pracoval též jako model. I později kladl na oblečení a styl velký důraz a pověst "nejlépe oblékaného muže Francie" ho provázela mnoho let. Módní návrhářství ho přivedlo k divadelnímu kostýmnímu výtvarnictví, a to zase k herectví. To nakonec i vystudoval, na herecké škole René Simona. Když začal hrát i na jevišti, příbuzní ho donutili přijmout pseudonym, aby nepoškozoval rodinné jméno. V roce 1949 se prvně objevil před kamerou. V padesátých letech ho zjev předurčil být idolem žen a hercem romantických filmů, často historických, jako byla například trilogie o sladké Caroline nebo snímky Karmazínová záclona (1952), Boží soud (1952), Le Chevalier de la nuit (1954) či Krásná lhářka, kde v roli ruského cara Alexandra vytvořil mileneckou dvojici s Rommy Schneiderovou. Francouzská nová vlna odsoudila konzervativní styl 50. let a Pascal byl pro ně jedním z jeho symbolů. Na začátku 60. let proto přestaly chodit Pascalovi filmové nabídky. Vyřešil to tím, že se začal věnovat zpěvu. A jeho vstup na pěveckou dráhu byl impozantní - v roce 1961 vyhrál Eurovision Song Contest, a to s písní „Nous les amoureux“. Reprezentoval přitom Lucembursko. V roce 1981 se do soutěže vrátil, znovu jako zástupce Lucemburska. S písní „C'est peut-être pas l'Amérique“ obsadil 11. místo. Filmy pak točil již jen výjimečně, nicméně role Osmana Ferradjiho v sérii o Angelice (Nezkrotná Angelika, 1967; Angelika a sultán, 1968) patří nakonec k jeho nejznámějším, vzhledem ke kultovnímu postavení celé filmové série. V 80. letech napsal též několik románů. Závěr života strávil v naprostém ústraní, žil střídavě v Paříži a Tunisu.